# Петро Кушка
Петро Кушка (хресне ім'я Іван; нар. 21 квітня 1953, Вензіна, Польща) — український церковний діяч у Польщі, ієромонах-василіянин, парох греко-католицького храму Успіння Пресвятої Богородиці у Варшаві (вул. Мьодова, 16).

## Життєпис
Народився 21 квітня 1953 року у с. Вензіна Вармінсько-Мазурського воєводства в Польщі. Походить із сім'ї українців переселених внаслідок Акції «Вісла» з Любачівського повіту. Середню школу закінчив в Ельблонгу. 29 серпня 1972 року вступив до Василіянського Чину на новіціят у Варшаві. Після новіціяту навчався у римо-католицькій Вищі Митрополичій духовній семінарії у Варшаві. 1 квітня 1979 року склав вічні обіти у Василіянському Чині, а 27 травня цього ж року отримав священничі свячення.
Після висвячення п'ять років душпастирював у Варшаві в храмі при василіянському монастирі і тоді ж упродовж трьох років щонеділі доїздив до греко-католицької парафії в Ольштині, а в 1985—1990 роках працював там постійно, одночасно обслуговуючи другу парафію в Доброму Місті. Окрім праці на цих двох парафіях, доїздив також до кількох осередків, де проводив катехизації. У 1990—1999 роках працював у монастирі у Венґожево: три роки як парох, а потім як магістр новіціяту. У 1999 році повернувся до Варшави, працював спочатку духівником у семінарії, а від 2003 року — парохом.
Виконував різні уряди в управі Провінції Покрови Пресвятої Богородиці отців василіян у Польщі: радника і секретаря провінції, провінційного вікарія (2012—2016) і економа (з 2016 року).

## Нагороди
- Орден «За заслуги» III ступеня (23 серпня 2019) — за вагомий особистий внесок у зміцнення міжнародного авторитету України, розвиток міждержавного співробітництва, плідну громадську діяльність.[3]